# Elsenheim
Cet article possède un paronyme, voir Eisenheim.
Elsenheim est une commune française située dans la circonscription administrative du Bas-Rhin et, depuis le 1er janvier 2021, dans le territoire de la collectivité européenne d'Alsace, en région Grand Est.
Cette commune se trouve dans la région historique et culturelle d'Alsace.
Ses habitants sont les Elsenheimois.

## Géographie

### Localisation
Village faisant partie du canton de Sélestat et de l'arrondissement de Sélestat-Erstein.

### Communes limitrophes
|                       | Ohnenheim             |              |
| Illhaeusern Haut-Rhin | Elsenheim             | Marckolsheim |
|                       | Grussenheim Haut-Rhin |              |

### Hydrographie

#### Réseau hydrographique
La commune est dans le bassin versant du Rhin au sein du bassin Rhin-Meuse. Elle est drainée par le ruisseau la Blind et le ruisseau le Scheidgraben,.
La Blind, d'une longueur de 22 km, prend sa source dans la commune de Muntzenheim et se jette  dans l'Ill à Muttersholtz, après avoir traversé douze communes. 

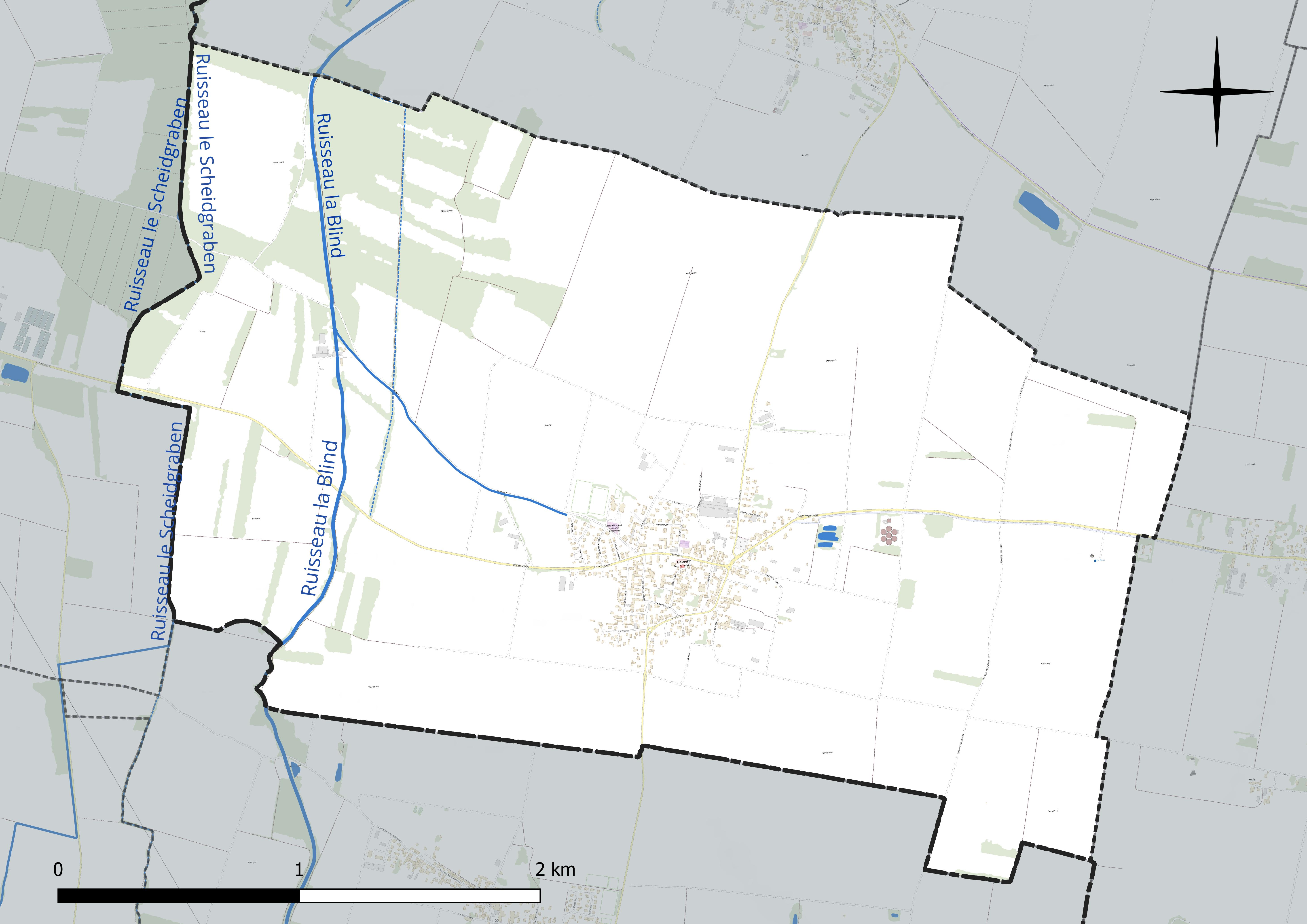
Réseau hydrographique d'Elsenheim.

#### Gestion et qualité des eaux
Le territoire communal est couvert par le schéma d'aménagement et de gestion des eaux (SAGE) « Ill Nappe Rhin ». Ce document de planification concerne la nappe phréatique rhénane, les cours d'eau de la plaine d'Alsace et du piémont oriental du Sundgau, les canaux situés entre l'Ill et le Rhin et les zones humides de la plaine d'Alsace. Le périmètre s’étend sur 3 596 km2. Il a été approuvé le 17 janvier 2005. La structure porteuse de l'élaboration et de la mise en œuvre est la région Grand Est. 
La qualité des cours d’eau peut être consultée sur un site dédié géré par les agences de l’eau et l’Agence française pour la biodiversité.

#### Risques d'inondation
La vallée de l'Ill comme l'ensemble du département a connu plusieurs inondations importantes. On peut citer au 20e siècle, les crues de 1910, 1919, 1947, 1955, 1983 et 1990 notamment qui ont causé de nombreux dégâts (destructions de ponts, inondations de zones industrielles et d’ agglomérations). Les inondations de l'Ill ont lieu essentiellement en période hivernale et printanière à la suite de pluies abondantes parfois associées à la fonte du manteau neigeux. Les crues de 1983 et de 1990 ont présenté une période de retour entre 20 et 50 ans. Afin d'anticiper et de gérer une éventuelle inondation, un Plan de prévention des risques d'inondation de l'lll  a été approuvé par arrêté préfectoral le 30 janvier 2020. Moins d’1 % de la superficie du territoire communal, soit environ 9,5 km², est concerné par le risque inondation. Les zones touchées par les inondations dans la commune sont des zones naturelles préservées pour l'expansion des crues.

### Climat
Pour des articles plus généraux, voir Climat du Grand Est et Climat du Bas-Rhin.
En 2010, le climat de la commune est de type climat océanique altéré, selon une étude du Centre national de la recherche scientifique s'appuyant sur une série de données couvrant la période 1971-2000. En 2020, Météo-France publie une typologie des climats de la France métropolitaine dans laquelle la commune est exposée à un climat semi-continental et est dans la région climatique  Alsace, caractérisée par une pluviométrie faible, particulièrement en automne et en hiver, un été chaud et bien ensoleillé, une humidité de l’air basse au printemps et en été, des vents faibles et des brouillards fréquents en automne (25 à 30 jours). 
Pour la période 1971-2000, la température annuelle moyenne est de 10,5 °C, avec une amplitude thermique annuelle de 17,8 °C. Le cumul annuel moyen de précipitations est de 570 mm, avec 7,7 jours de précipitations en janvier et 9,1 jours en juillet. Pour la période 1991-2020, la température moyenne annuelle observée sur la station météorologique de Météo-France la plus proche, « Selestat Sa », sur la commune de Sélestat à 11 km à vol d'oiseau, est de 11,4 °C et le cumul annuel moyen de précipitations est de 621,1 mm. 
La température maximale relevée sur cette station est de 39,3 °C, atteinte le 13 août 2003 ; la température minimale est de −17 °C, atteinte le 20 décembre 2009,,. 
Les paramètres climatiques de la commune ont été estimés pour le milieu du siècle (2041-2070) selon différents scénarios d'émission de gaz à effet de serre à partir des nouvelles projections climatiques de référence DRIAS-2020. Ils sont consultables sur un site dédié publié par Météo-France en novembre 2022.

## Urbanisme

### Typologie
Au 1er janvier 2024, Elsenheim est catégorisée bourg rural, selon la nouvelle grille communale de densité à sept niveaux définie par l'Insee en 2022.
Elle est située hors unité urbaine. Par ailleurs la commune fait partie de l'aire d'attraction de Colmar, dont elle est une commune de la couronne,. Cette aire, qui regroupe 95 communes, est catégorisée dans les aires de 50 000 à moins de 200 000 habitants,.

### Occupation des sols
L'occupation des sols de la commune, telle qu'elle ressort de la base de données européenne d’occupation biophysique des sols Corine Land Cover (CLC), est marquée par l'importance des territoires agricoles (82,6 % en 2018), une proportion sensiblement équivalente à celle de 1990 (83,1 %). La répartition détaillée en 2018 est la suivante : 
terres arables (71,5 %), zones agricoles hétérogènes (11 %), forêts (10 %), zones urbanisées (7,4 %). L'évolution de l’occupation des sols de la commune et de ses infrastructures peut être observée sur les différentes représentations cartographiques du territoire : la carte de Cassini (XVIIIe siècle), la carte d'état-major (1820-1866) et les cartes ou photos aériennes de l'IGN pour la période actuelle (1950 à aujourd'hui).

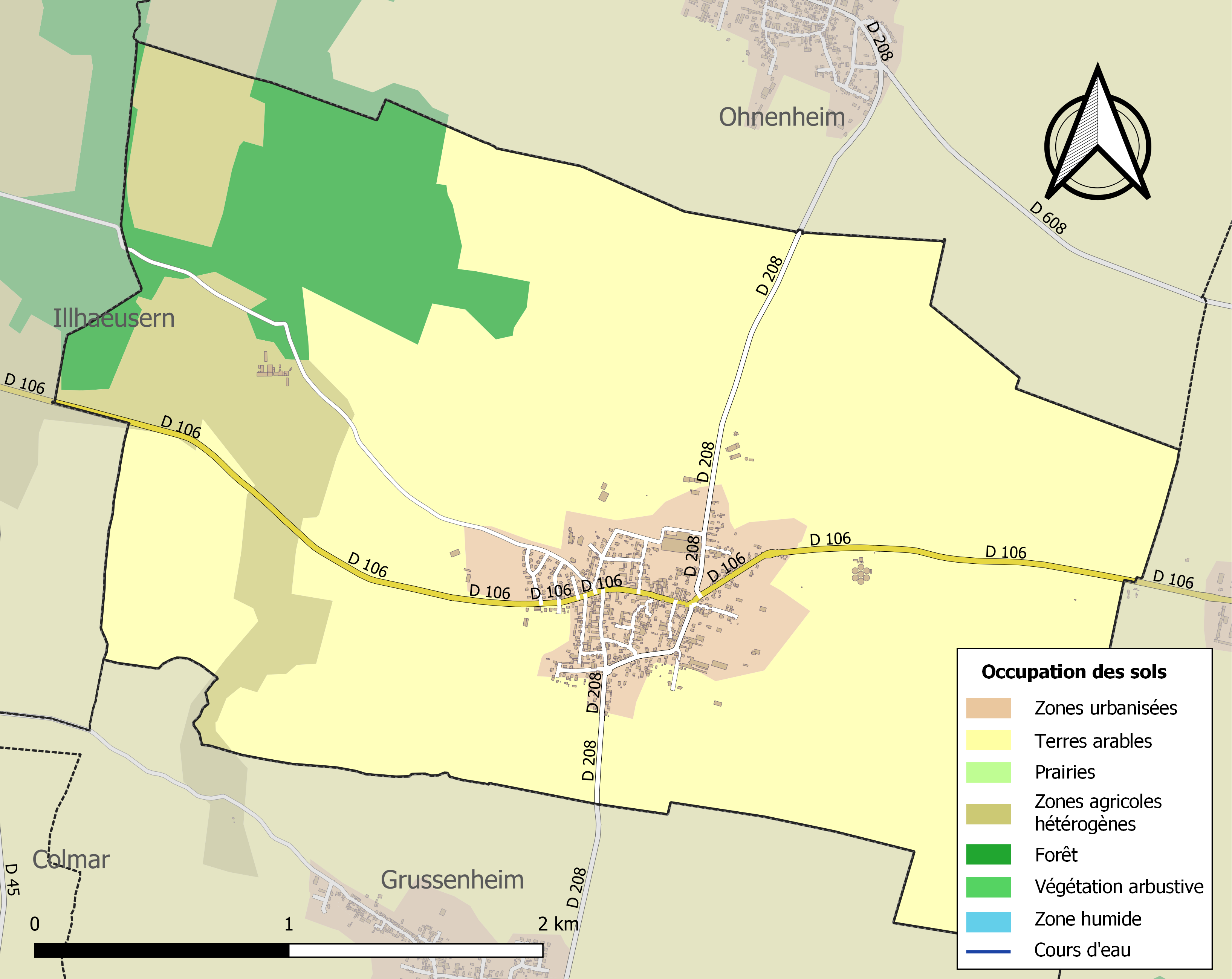
Carte des infrastructures et de l'occupation des sols de la commune en 2018 (CLC).

## Toponymie
Son nom proviendrait d'un passage de saint Éloi dans la région[réf. nécessaire].
- Elgensheim, XIe siècle.
- 1120 :  Elgenesheim ;
- 1283 : Eilsenheim ;
- 1322 : Elsenheim.

## Histoire
Elgenesheim est déjà cité le 7 février 780 dans un ouvrage sur l'Alsace de 1120.
Une habitante, Marthe Cuenat-Haumesser, originaire de Suisse, est devenu tristement célèbre pour avoir assassiné, en décembre 1859, l'une de ses filles. Elle sera jugée puis guillotinée sur la Place d'Austerlitz à Strasbourg quelques mois plus tard.

### Passage des Romains
Au temps des Romains, la région était couverte par d'immenses forêts et peu de gens y habitaient.
Après avoir chassé les Celtes, les Romains construisirent des routes pour leurs armées. Une telle route allait d'Elsenheim vers la montagne, dont une partie existe encore sous l'ancienne route vers Ribeauvillé. Une autre route allait de Strasbourg vers Bâle et existe encore entre Elsenheim et Marckolsheim.

Les forêts ont été déboisées et on cultive le blé, l'orge, le millet. Les Romains apportèrent les arbres fruitiers et la vigne.

Dans les environs de la commune, on trouve les fondations d'un château romain vers Grussenheim, des tumulus vers Ohnenheim et des mosaïques entre Ohnenheim et Bergheim, actuellement conservées au musée de Colmar.

### Moyen Âge
Au XIIIe siècle, Elsenheim appartenait à la famille des nobles d'Eguisheim. Elsenheim devient un territoire épiscopal de l'évêché de Strasbourg jusqu'à la Révolution. Il fait donc partie du bailliage de Marckolsheim, administré par le comte de Werde.

### Marche du Ried
En 1329, les biens à Elsenheim des ducs Horburg-Wurttemberg sont cédés aux seigneurs de Ribeauvillé donnant lieu à la Marche du Ried aussi appelé "Rappolsweiler Mark" ou "Gemeine Mark". La Marche du Ried regroupe sept communes : Ribeauvillé, Bergheim, Orschwiller, Guémar, Saint-Hippolyte, Ohnenheim et Elsenheim. Les seigneurs de Ribeauvillé administrent la Gemeine Mark qui possède de grandes étendues de prés et de forêts nommées "Ried".

## Politique et administration

### Liste des maires
| Période                                  | Période                   | Identité                                     | Étiquette | Qualité |
| ---------------------------------------- | ------------------------- | -------------------------------------------- | --------- | ------- |
| Les données manquantes sont à compléter. |                           |                                              |           |         |
| 2001                                     | 2008                      | Francis Mertz                                |           |         |
| mars 2008                                | 2014                      | Francis Mertz                                |           |         |
| 2014                                     | En cours (au 31 mai 2020) | Vincent Griss Réélu pour le mandat 2020-2026 |           |         |

## Population et société

### Démographie
L'évolution du nombre d'habitants est connue à travers les recensements de la population effectués dans la commune depuis 1793. Pour les communes de moins de 10 000 habitants, une enquête de recensement portant sur toute la population est réalisée tous les cinq ans, les populations de référence des années intermédiaires étant quant à elles estimées par interpolation ou extrapolation. Pour la commune, le premier recensement exhaustif entrant dans le cadre du nouveau dispositif a été réalisé en 2007.

En 2022, la commune comptait 803 habitants, en évolution de −2,43 % par rapport à 2016 (Bas-Rhin : +3,17 %, France hors Mayotte : +2,11 %).
| 1793 | 1800 | 1806 | 1821 | 1831 | 1836 | 1841 | 1846 | 1851 |
| ---- | ---- | ---- | ---- | ---- | ---- | ---- | ---- | ---- |
| 400  | 411  | 546  | 621  | 712  | 735  | 742  | 755  | 818  |

| 1856 | 1861 | 1866 | 1871 | 1875 | 1880 | 1885 | 1890 | 1895 |
| ---- | ---- | ---- | ---- | ---- | ---- | ---- | ---- | ---- |
| 712  | 712  | 695  | 687  | 613  | 685  | 680  | 673  | 638  |

| 1900 | 1905 | 1910 | 1921 | 1926 | 1931 | 1936 | 1946 | 1954 |
| ---- | ---- | ---- | ---- | ---- | ---- | ---- | ---- | ---- |
| 644  | 645  | 645  | 582  | 606  | 595  | 572  | 480  | 547  |

| 1962 | 1968 | 1975 | 1982 | 1990 | 1999 | 2006 | 2007 | 2012 |
| ---- | ---- | ---- | ---- | ---- | ---- | ---- | ---- | ---- |
| 599  | 593  | 575  | 572  | 637  | 679  | 781  | 796  | 819  |

| 2017 | 2022 | - | - | - | - | - | - | - |
| ---- | ---- | - | - | - | - | - | - | - |
| 813  | 803  | - | - | - | - | - | - | - |

## Culture locale et patrimoine

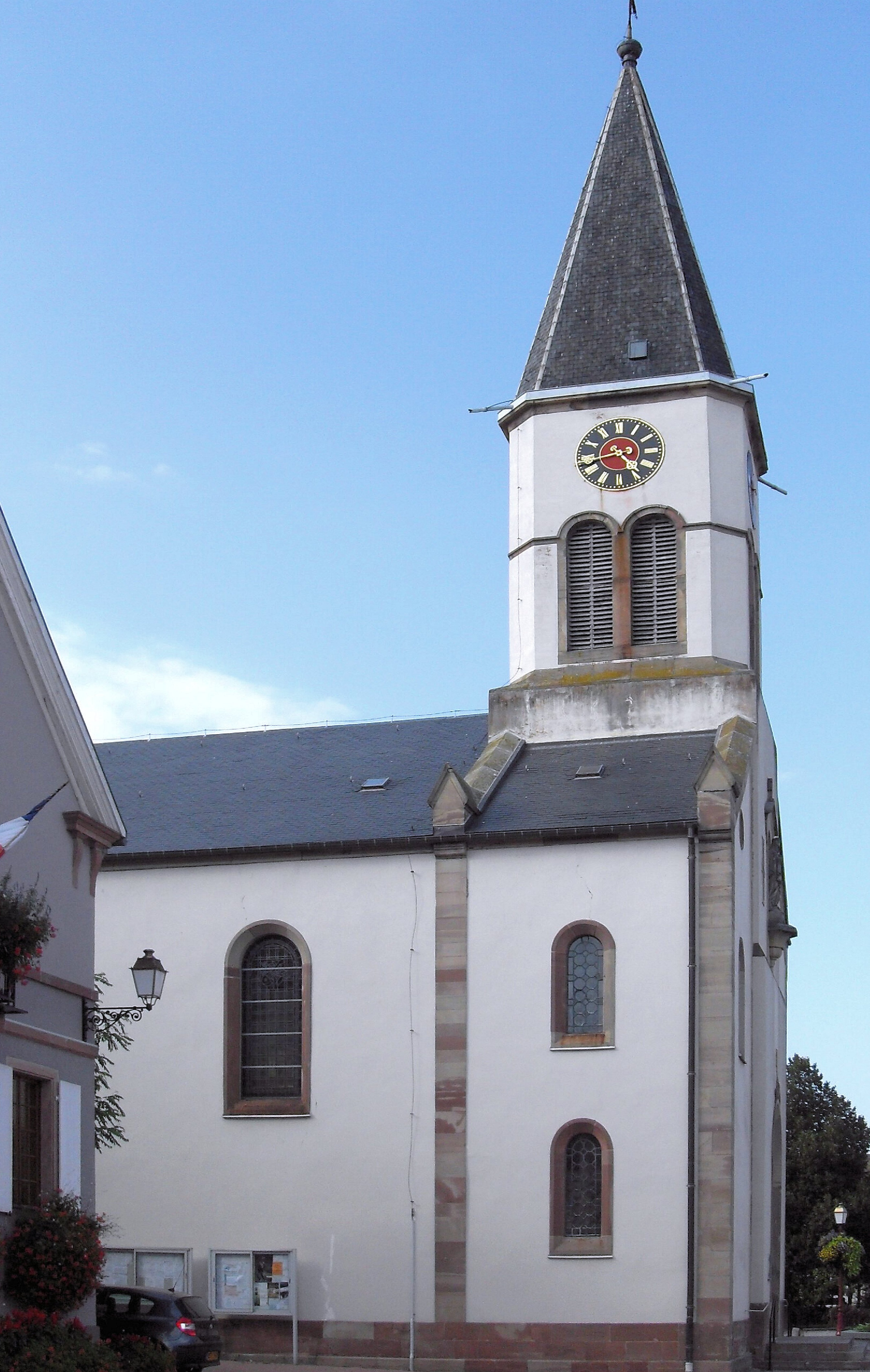
L'église.

### Lieux et monuments
- L'église Saint-Jacques-le-Majeur.
- Baptistère.
- Relais de chasse du duc de Lorraine.

### Héraldique
| Blason de Elsenheim | Blason  | D'or au lion de sable lampasé de gueules. |
| Blason de Elsenheim | Détails |                                           |